# Lee Myung-se
Lee Myung-se (hangul, 이명세; nascut el 20 d'agost de 1957) és un cineasta sud-coreà.
Lee va començar la seva carrera com a assistent de producció amb Bae Chang-ho per a les pel·lícules Hwang Jin-I (1986), Our Sweet Days of Youth (1988) i Dream'.  (1990). Al Festival de Cinema Àsia-Pacífic de 1991, va rebre el premi al millor director novell per la pel·lícula, Naui Sarang Naui Shinbu, i el 1993 va guanyar el premi especial del jurat per Cheot Sarang.
Altres crèdits cinematogràfics inclouen Cap lloc on amagar-se (1999) i Duelist (2005).

## Filmografia
- Gagman (1989) – Guionista i director
- The Dream (Ggum; 1990) - guionista
- Naui sarang naui sinbu (1990) - guionista i director[1][2]
- First Love (Cheot sarang; 1993) - guionista i director
- Namjaui goerowe (1995) - guionista i director
- Jidokhan sarang (1996) - guionista i director
- Cap lloc on amagar-se (Injeong sajeong bol geot eobtda; 1999) - guionista i director[3]
- Hyeongsa (2005) - writer, director and Producer[4][5][6]
- M (2007) - guionista, director i productor[7] The film premiered at the Festival Internacional de Cinema de Toronto,[8]

## Premis i nominacions
| Any  | Premis                                                    | Categoria                     | Obra                   | Resultat  | Ref. |
| ---- | --------------------------------------------------------- | ----------------------------- | ---------------------- | --------- | ---- |
| 1990 | XII Premis de Cinema Drac Blau                            | Millor director novell        | Naui sarang naui sinbu | Guanyador |      |
| 1990 | 29ns Premis Gran Campana                                  | Millor director novell        | Naui sarang naui sinbu | Guanyador |      |
| 1990 | 36è Festival de Cinema del Pacífic Asiàtic                | Millor director nou           | Naui sarang naui sinbu | Guanyador |      |
| 1990 | 2n Festival de Cinema de Chunsa                           | Premi Nou Director            | Naui sarang naui sinbu | Guanyador |      |
| 1990 | 11ns Premis de l'Associació de Crítics de Cinema de Corea | Millor guió                   | Naui sarang naui sinbu | Guanyador |      |
| 1993 | 38è Festival de Cinema Àsia Pacífic                       | Premi Especial del Jurat      | First Love             | Guanyador |      |
| 1993 | 14ns Premis de Cinema Drac Blau                           | Millor guió                   | First Love             | Guanyador |      |
| 1999 | 20ns Premis de Cinema Drac Blau                           | Millor pel·lñicula            | Cap lloc on amagar-se  | Guanyador |      |
| 2000 | 2n Festival de cinema asiàtic de Deauville                | Millor director               | Cap lloc on amagar-se  | Guanyador |      |
| 2000 | 2n Festival de cinema asiàtic de Deauville                | Gran Premi                    | Cap lloc on amagar-se  | Guanyador |      |
| 2000 | 14è Festival de cinema asiàtic de Fukuoka                 | Grand Prix                    | Cap lloc on amagar-se  | Guanyador |      |
| 2005 | 25è Premis de l'Associació de Crítics de Cinema de Corea  | Millor pel·lícula             | Hyeongsa               | Guanyador |      |
| 2005 | 25è Premis de l'Associació de Crítics de Cinema de Corea  | Millor director               | Hyeongsa               | Guanyador |      |
| 2005 | 25è Premis de l'Associació de Crítics de Cinema de Corea  | Top 10 Film                   | Hyeongsa               | Guanyador |      |
| 2006 | 42ns Premis d'Arts Paeksang                               | Millor director de pel·lícula | Hyeongsa               | Guanyador |      |
| 2006 | 42ns Premis d'Arts Paeksang                               | Millor pel·lícula             | Hyeongsa               | Nominat   |      |
| 2007 | 27è Premi de l'Associació Coreana de Crítics de Cinema    | Millor director               | M                      | Guanyador |      |
| 2008 | 9è Premi de l'Associació de Crítics de Cinema de Busan    | Millor director               | M                      | Guanyador |      |